# Mikhaïl Sariotti
Mikhaïl Ivanovitch Sariotti (russe : Михаил Иванович (ou Яковлевич)) Сариотти), né en 1839 (ou 1830, ou 1831), près de Vyborg et mort le 30 janvier (11 février) 1878, à Saint-Pétersbourg, est un chanteur russe d'opéra (baryton-basse) et critique musical.
Il était membre de la troupe impériale de Saint-Pétersbourg.

## Biographie
Sariotti est le fils illégitime d'une personnalité influente et a été donné à l'adoption. Il part pour Saint-Pétersbourg étudier la médecine, mais son amour de la musique est le plus fort et en 1859 il commence à prendre des leçons de chant auprès de Piotr Goumbine, et quelques mois plus tard part pour Milan étudier auprès du fameux Pietro Repetto. Il commence sa carrière musicale à Crémone en 1862 et à Milan, rencontrant quelques succès. Il prend le nom de Sariotti. Il rentre en Russie en 1863 en même temps que Repetto et est admis à la troupe impériale de Saint-Pétersbourg des solistes d'opéra. Il épouse bientôt l'actrice Valentina Liadova, sœur du compositeur Anatoli Liadov.
Sariotti devient l'un des meilleurs chanteurs d'opéra des années 1860 et 1870. Alexandre Serov lui consacre nombre d'articles élogieux et prise aussi bien sa voix que son grand jeu d'acteur Mikhaïl Sariotti crée du reste les rôles de basse dans les opéras de Serov: Holopherne dans Judith en 1863; Vladimir dans Rogneda en 1865; Eriomka dans La Puissance de l'ennemi en 1871. Il remporte un grand succès dans le rôle de Bertram (Robert le Diable de Meyerbeer).
Simultanément, Sariotti produit un grand travail musicologique et écrit des articles sur des représentations d'opéra. Il écrit un article qui fait grand bruit en 1874 sur Boris Godounov; il y joue d'ailleurs le rôle de Nikititch. il écrit aussi des articles sur les œuvres de différents compositeurs: Wagner, Masini, César Cui et Moussorgski, et sur les performances des chanteurs. Mikhaïl Sariotti dirige dans les années 1870 le département de la musique de la revue L'Illustration universelle.
Il meurt en 1878 et est enterré au cimetière orthodoxe Notre-Dame-de-Smolensk de Saint-Pétersbourg.

## Source de la traduction
- (ru) Cet article est partiellement ou en totalité issu de l’article de Wikipédia en russe intitulé « Сариотти, Михаил Иванович » (voir la liste des auteurs).